# Косовец
Косовец (рум. Cosovăț) — село у повіті Мехедінць в Румунії. Входить до складу комуни Брезніца-Мотру.
Село розташоване на відстані 225 км на захід від Бухареста, 48 км на схід від Дробета-Турну-Северина, 50 км на північний захід від Крайови.

## Населення
За даними перепису населення 2002 року у селі проживали 145 осіб, усі — румуни. Усі жителі села рідною мовою назвали румунську.